# Danh sách vua Zulu
Danh sách vua Zulu này đưa ra một danh sách các tù trưởng và vua Zulu từ lịch sử được biết đến sớm nhất của họ cho đến vị vua hiện tại. 

## Tù trưởng Zulu (trước khoảng 1727)
- Mnguni
- Malandela kaLuzumana
- Zulu kaNtombela, người sáng lập thị tộc
- Gumede kaZulu
- Phunga kaGumede

## Tù trưởng Zulu (khoảng 1727–1816)
- Mageba kaGumede (khoảng 1667 – khoảng 1745), con của Gumede, tù trưởng tộc Zulu từ khoảng năm 1727 đến khoảng 1745
- Ndaba kaMageba, con của Mageba, tù trưởng tộc Zulu từ khoảng năm 1745 đến 1763
- Jama kaNdaba (khoảng 1757–1781), con của Ndaba, tù trưởng tộc Zulu từ khoảng năm 1763 đến 1781
- Senzangakhona kaJama (khoảng 1762–1816), con của Jama, tù trưởng tộc Zulu từ năm 1781 đến 1816

## Vua Zulu (1816–nay)
Vương quốc Zulu (Độc lập, 1816–1879)
| Tên                                     | Tuổi thọ                              | Bắt đầu trị vì       | Kết thúc trị vì      | Ghi chú                           | Dòng dõi       | Hình                                        |
| --------------------------------------- | ------------------------------------- | -------------------- | -------------------- | --------------------------------- | -------------- | ------------------------------------------- |
| Shaka kaSenzangakhona                   | 1787 – 22 tháng 9 năm 1828 (41 tuổi)  | 1816                 | 22 tháng 9 năm 1828  | Con của Senzangakhona kaJama      | Hoàng gia Zulu | Shaka kaSenzangakhona của Vương quốc Zulu   |
| Dingane kaSenzangakhona                 | 1795 – 29 tháng 1, 1840 (45 tuổi)     | Tháng 11, 1828       | 29 tháng 1, 1840     | Em họ của Shaka kaSenzangakhona   | Hoàng gia Zulu | Dingane kaSenzangakhona của Vương quốc Zulu |
| Mpande kaSenzangakhona                  | 1798 – 18 tháng 10 năm 1872 (74 tuổi) | 10 tháng 2 năm 1840  | 18 tháng 10 năm 1872 | Em họ của Dingane kaSenzangakhona | Hoàng gia Zulu | Mpande kaSenzangakhona của Vương quốc Zulu  |
| Cetshwayo kaMpande (triều đại thứ nhất) | 1834 – 8 tháng 2 năm 1884 (52 tuổi)   | 18 tháng 10 năm 1872 | 28 tháng 8 năm 1879  | Con của Mpande kaSenzangakhona    | Hoàng gia Zulu | Cetshwayo kaMpande của Vương quốc Zulu      |

Zululand (Phụ thuộc, 1883–nay)
| Tên                                    | Tuổi thọ                                                          | Bắt đầu trị vì      | Kết thúc trị vì      | Ghi chú                             | Dòng dõi       | Hình                                         |
| -------------------------------------- | ----------------------------------------------------------------- | ------------------- | -------------------- | ----------------------------------- | -------------- | -------------------------------------------- |
| Cetshwayo kaMpande (triều đại thứ hai) | 1834 – 8 tháng 2 năm 1884 (52 tuổi)                               | 29 tháng 1, 1883    | 8 tháng 2 năm 1884   | Con của Mpande kaSenzangakhona      | Hoàng gia Zulu | Cetshwayo kaMpande của Zululand              |
| Dinuzulu kaCetshwayo                   | 1868 – 18 tháng 10 năm 1913 (45 tuổi)                             | 21 tháng 5 năm 1884 | 18 tháng 10 năm 1913 | Con của Cetshwayo kaMpande          | Hoàng gia Zulu | Dinuzulu kaCetshwayo của Zululand            |
| Solomon kaDinuzulu                     | 1891 – 4 tháng 3 năm 1933 (42 tuổi)                               | 1 tháng 11 năm 1913 | 4 tháng 3 năm 1933   | Con của Dinuzulu kaCetshwayo        | Hoàng gia Zulu | Solomon kaDinuzulu của Zululand              |
| Cyprian Bhekuzulu kaSolomon            | 4 tháng 8 năm 1924 – 17 tháng 9 năm 1968 (44 tuổi)                | 27 tháng 8 năm 1948 | 17 tháng 9 năm 1968  | Con của Solomon kaDinuzulu          | Hoàng gia Zulu | Cyprian Bhekuzulu kaSolomon của Zululand     |
| Goodwill Zwelithini kaBhekuzulu        | 14 tháng 7, 1948 -17 tháng 9 năm 1968 (-53 tuổi) năm không hợp lệ | 17 tháng 9 năm 1968 | 2021                 | Con của Cyprian Bhekuzulu kaSolomon | Hoàng gia Zulu | Goodwill Zwelithini kaBhekuzulu của Zululand |